# Ufficio federale della sanità pubblica

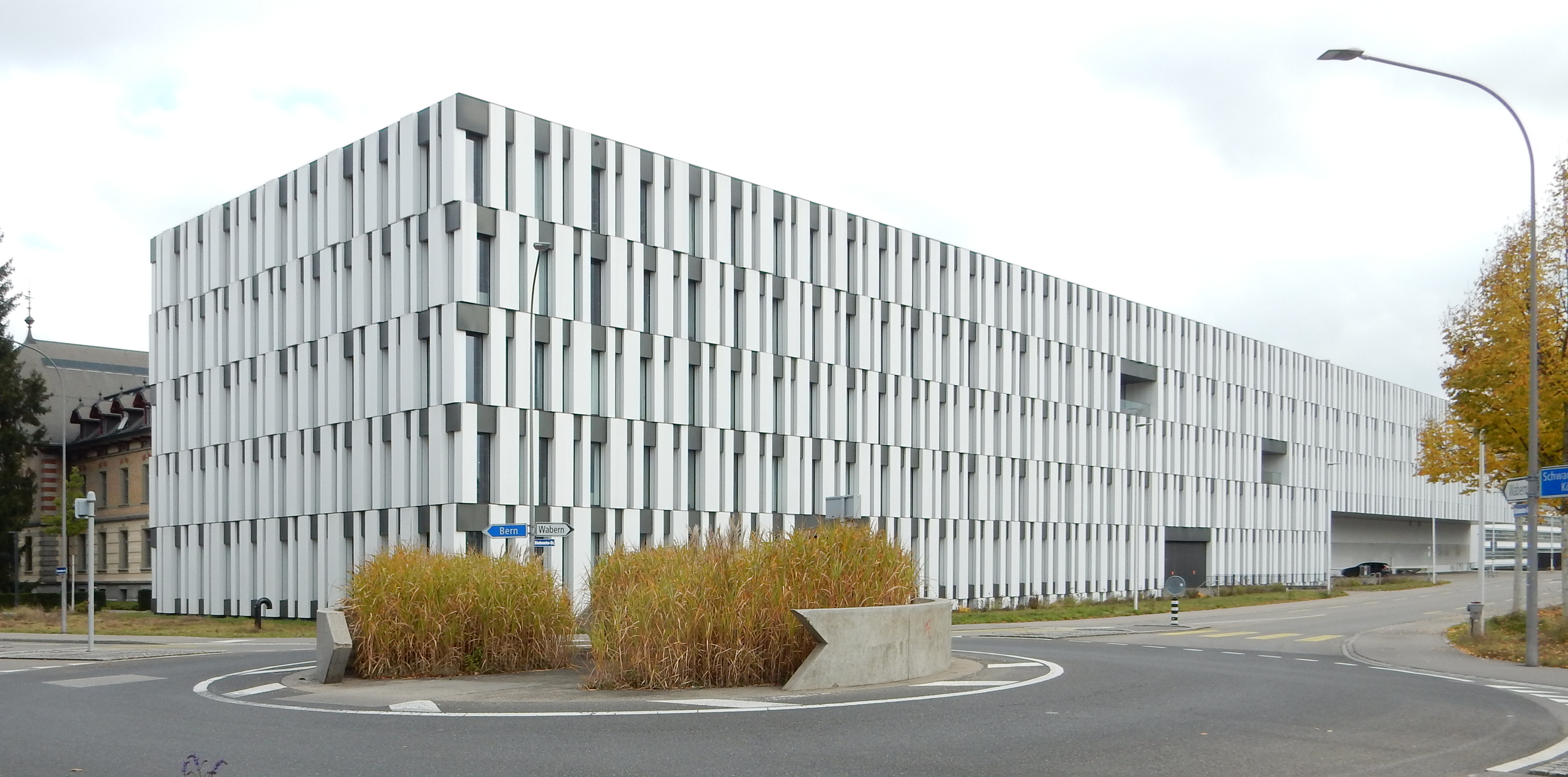
L'Ufficio federale della sanità pubblica a Liebefeld vicino a Berna

L’Ufficio Federale della Sanità Pubblica (UFSP) - Bundesamt für Gesundheit (BAG) in lingua tedesca - è il centro per la salute pubblica del governo federale svizzero e fa parte del Dipartimento federale dell'interno.
Oltre a guidare e sviluppare la politica sanitaria nazionale, rappresenta anche gli interessi del suo paese all'interno di organizzazioni sanitarie internazionali come l'OCSE o l'Organizzazione mondiale della sanità.
Nel dicembre 2014, l'UFSP impiegava 544 persone (443 equivalenti a tempo pieno). A dicembre 2019 impiega 600 persone.
Il budget 2015 era di 193 milioni di franchi svizzeri.

## Direzioni, divisioni e unità
L'Ufficio federale della sanità pubblica è diretto dal suo direttore Anne Lévy. L'organizzazione è la seguente:
- Direzione dell'assicurazione malattia e infortuni: 
  - Divisione dei Servizi Sanitari
  - Divisione Supervisione Assicurativa
  - Direzione della Politica Sanitaria
  - Divisione delle Professioni Sanitarie
  - Divisione Strategie Sanitarie
  - Fondo per la prevenzione del tabacco
  - Servizio di Valutazione e Ricerca
- Direzione della sanità pubblica: 
  - Divisione Programmi Nazionali di Prevenzione
  - Divisione Malattie Infettive
  - Divisione di Biomedicina
- Direzione della Protezione dei Consumatori: 
  - Divisione di radioprotezione
  - Divisione prodotti chimici
  - Autorità di notifica per prodotti chimici
- Divisione Comunicazione e Campagne
- Divisione dei Servizi di Gestione
- Divisione Affari internazionali
- Divisione Affari Legali
- Divisione di Gestione delle Risorse